# Wilhelm Mutzenbecher

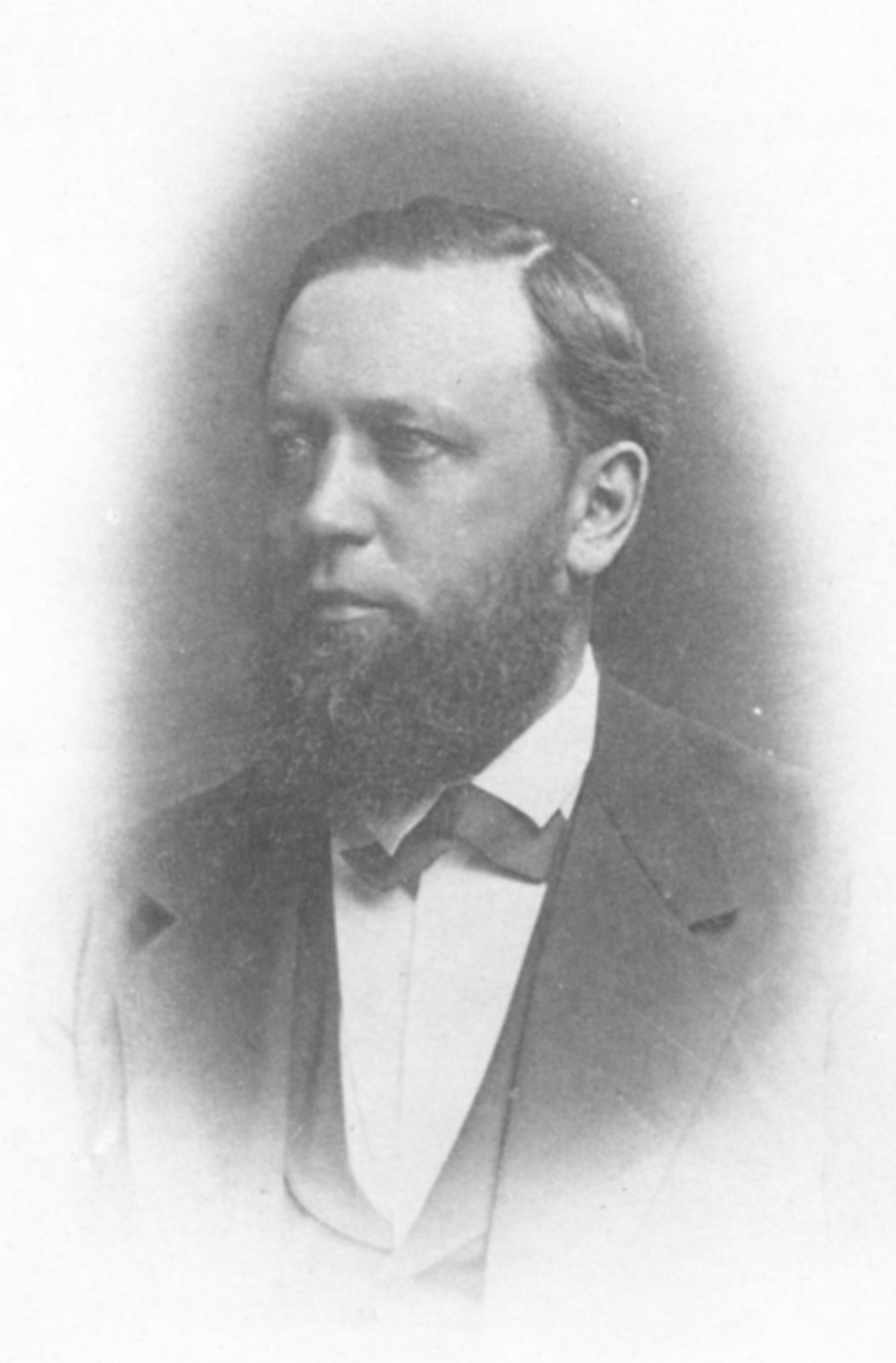
Wilhelm Mutzenbecher

Gustav Wilhelm Mutzenbecher (* 19. Juni 1832 in Oldenburg; † 5. Januar 1878 ebenda) war ein deutscher Verwaltungsjurist und Staatsrat im Großherzogtum Oldenburg. 

## Leben
Wilhelm Mutzenbecher stammte aus dem oldenburgischen Zweig der hamburgischen Kaufmannsfamilie Mutzenbecher und war der zweite Sohn des oldenburgischen Regierungspräsidenten Friedrich Mutzenbecher. August Mutzenbecher und Adolf Mutzenbecher waren seine Brüder. Er besuchte das Alte Gymnasium bis zum Abitur Ostern 1850 und studierte bis 1853 Rechtswissenschaften an den Universitäten Heidelberg, Berlin und Göttingen. In Heidelberg wurde er Mitglied des Corps Rhenania Heidelberg. Nach Abschluss seines Studiums trat er als Auditor im Staatsministerium in den oldenburgischen Staatsdienst ein.
1858 wurde er geschäftsführender Syndikus der Stadt Oldenburg. 1859 wechselte er in den Justizdienst und wurde Assessor am Obergericht. 1861 ging er als Staatsanwalt nach Varel und kam 1867 in gleicher Eigenschaft zurück nach Oldenburg.
1870 wurde er zum Obergerichtsrat ernannt und kam als Richter an das Oberappellationsgericht Oldenburg. Von 1872 bis 1874 gehörte er der Schulaufsichtsbehörde, dem Evangelischen Oberschulkollegium an. 1873 war er Präses der Synode der Evangelisch-Lutherischen Kirche in Oldenburg. 1874 wurde er Geheimer Staatsrat im oldenburgischen Staatsministerium und trat am 14. Juli in die neugebildete Regierung seines Schwagers Karl von Berg (1810–1894) ein und wurde Leiter des Departements der Justiz sowie des Departements der Kirchen, Schulen und Militärangelegenheiten. Daneben war er Vertreter Oldenburgs im Bundesrat (Deutsches Reich). Nach dem Rücktritt Bergs im Oktober 1876 trat er in die neue Regierung seines Schwagers Friedrich Andreas Ruhstrat (1818–1896) ein und behielt sein Ministeramt bis zu seinem Tod 1878.

## Familie
Mutzenbecher heiratete am 16. September 1864 in Varel Anna Henriette Hermine Sophie Onken (1844–1929), die Tochter des Obergerichtsdirektors Gustav Onken (1806–1867) und dessen Ehefrau Helma geb. Hegeler (1822–1898). Das Ehepaar hatte zwei Töchter und einen Sohn.

## Auszeichnungen
- Oldenburgischer Haus- und Verdienstorden des Herzogs Peter Friedrich Ludwig
  - 1877 Ehren-Ritterkreuz II. Klasse
  - 1878 Ehren-Ritterkreuz I. Klasse